# Mistrzostwa Świata w Piłce Nożnej 2014 (eliminacje strefy CAF)/Grupa D

## Tabela
| Lp. | Drużyna | M | Mecze | Mecze | Mecze | Bramki | Bramki | Bramki | Pkt |
| Lp. | Drużyna | M | W     | R     | P     | +      | −      | +/−    | Pkt |
| --- | ------- | - | ----- | ----- | ----- | ------ | ------ | ------ | --- |
| 1.  | Ghana   | 6 | 5     | 0     | 1     | 18     | 4      | +14    | 15  |
| 2.  | Zambia  | 6 | 3     | 2     | 1     | 11     | 4      | +7     | 11  |
| 3.  | Lesotho | 6 | 1     | 2     | 3     | 4      | 16     | −12    | 5   |
| 4.  | Sudan   | 6 | 0     | 2     | 4     | 4      | 14     | −10    | 2   |

## Mecze
| 1 czerwca 2012 19:00 | Ghana · Muntari 19' · Adiyiah 26', 49' · J. Ayew 45', 88' · Atsu 85' · Akaminko 90+2' | 7:0(3:0) | Lesotho | Baba Yara Stadium, Kumasi Widzów: 38,000 Sędzia: Badara Diatta |
|                      |                                                                                       |          |         |                                                                |

| 2 czerwca 2012 19:00 | Sudan | 0:3 wo. | Zambia | Stade de Khartoum. Chartum Widzów: 18,000 Sędzia: Aboubacar Bangoura |
|                      |       |         |        |                                                                      |

1. ↑  FIFA przyznała walkower na korzyść Zambii, gdyż w ekipie Sudanu wystąpił nieuprawniony zawodnik Saif Eldin Ali Masawi. Początkowo mecz zakończył się wynikiem 2-0 dla Sudanu.

| 9 czerwca 2012 15:00 | Zambia · Katongo 15' | 1:0(1:0) | Ghana | Levy Mwanawasa Stadium, Ndola Widzów: 40,000 Sędzia: Med Said Kordi |
|                      |                      |          |       |                                                                     |

| 10 czerwca 2012 15:00 | Lesotho | 0:0(0:0) | Sudan | Setsoto Stadium, Maseru Widzów: 4,000 Sędzia: Rainhold Shikongo |
|                       |         |          |       |                                                                 |

| 24 marca 2013 14:00 | Lesotho · Marabe 89' | 1:1(0:0) | Zambia · 73' Mbesuma | Setsoto Stadium, Maseru Widzów: 15,000 Sędzia: Malang Diedhiou |
|                     |                      |          |                      |                                                                |

| 24 marca 2013 17:00 | Ghana · Gyan 19' · Wakaso 38' · Waris 79' · Agyemang-Badu 84' | 4:0(2:0) | Sudan | Baba Yara Stadium, Kumasi Widzów: 38,000 Sędzia: Anthony Ramsy Raphael |
|                     |                                                               |          |       |                                                                        |

| 7 czerwca 2013 19:00 | Sudan · El Tahir 30' (k) | 1:3(1:1) | Ghana · 16', 63' Gyan · 89' Muntari | Stade de Al-Merrikh. Omdurman Widzów: 3,211 Sędzia: Ousmane Fall |
|                      |                          |          |                                     |                                                                  |

| 8 czerwca 2013 15:00 | Zambia · Mulenga 36', 64' · Katongo 61' · Mbesuma 83' | 4:0(1:0) | Lesotho | Levy Mwanawasa Stadium, Ndola Widzów: 36,000 Sędzia: Ali Lemghaifry |
|                      |                                                       |          |         |                                                                     |

| 15 czerwca 2013 15:00 | Zambia · Mulenga 70' | 1:1(0:0) | Sudan · 72' Muhammad | Levy Mwanawasa Stadium, Ndola Widzów: 37,200 Sędzia: Eric Otogo-Castane |
|                       |                      |          |                      |                                                                         |

| 16 czerwca 2013 15:00 | Lesotho | 0:2(0:1) | Ghana · 44' Atsu · 75' Gyan | Setsoto Stadium, Maseru Widzów: 1,961 Sędzia: Thierry Nkurunziza |
|                       |         |          |                             |                                                                  |

| 6 września 2013 18:00 | Ghana · Waris 18' · Asamoah 61' | 2:1(1:0) | Zambia · 74' Mbola | Baba Yara Stadium, Kumasi Widzów: 40,000 Sędzia: Djamel Haimoudi |
|                       |                                 |          |                    |                                                                  |

| 8 września 2013 19:00 | Sudan · Al Madina 3' · El Tahir 23' | 2:3(2:1) | Lesotho · 44' Seturumane · 77' Lekhoana · 85' Koetle | Stade de Al-Merrikh. Omdurman Widzów: 5,000 Sędzia: Sylvester Kirwa |
|                       |                                     |          |                                                      |                                                                     |